# Шикачик острівний
Шика́чик острівний (Edolisoma admiralitatis) — вид горобцеподібних птахів родини личинкоїдових (Campephagidae). Ендемік Папуа Нової Гвінеї. Раніше вважався підвидом тонкодзьобого шикачика.

## Поширення і екологія
Острівні шикачики є ендеміками островів Адміралтейства. Вони живуть у вологих рівнинних тропічних лісах.